# Laura Tomsia
Laura Tomsia (ur. 19 października 1992 w Gdańsku) – polska siatkarka. Reprezentantka kraju kadetek i juniorek.

## Życiorys
Laura Tomsia pierwsze kroki w siatkówce stawiała w rodzinnym mieście - Gdańsku. Jest wychowanką miejscowej Gedanii, z którą w 2007 roku zdobyła mistrzostwo Polski młodziczek i kadetek, w 2008 wicemistrzostwo Polski kadetek, a w 2009 mistrzostwo Polski juniorek i wicemistrzyni Polski kadetek. Następnie przeniosła się do Szkoły Mistrzostwa Sportowego w Sosnowcu. Spędziła tam trzy lata. W tym czasie otrzymywała powołania do juniorskiej reprezentacji Polski. Po ukończeniu Szkoły Mistrzostwa Sportowego przeniosła się do Atomu Trefla Sopot. Z tego zespołu została wypożyczona do końca sezonu 2010/2011 do Gedanii Żukowo. Po tym sezonie podpisała kontrakt z AZS KSZO Ostrowiec Świętokrzyski. W pierwszoligowym klubie była czołową zawodniczką. W czerwcu 2012 roku podpisała dwuletni kontrakt z AZS Białystok. Od stycznia 2017 roku występowała w hiszpańskiej drużynie Club Voleibol Las Palmas.
Zakończyła karierę po sezonie 2016/2017.
Laura jest młodszą siostrą siatkarki Bereniki Tomsi (w latach 2008–2012 Okuniewskiej) oraz młodszego brata Ksawerego, również siatkarza.